# Rodolfo Alba Posse

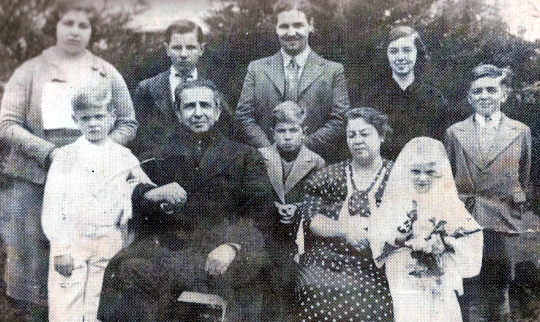
Rodolfo Alba Posse junto a su familia.

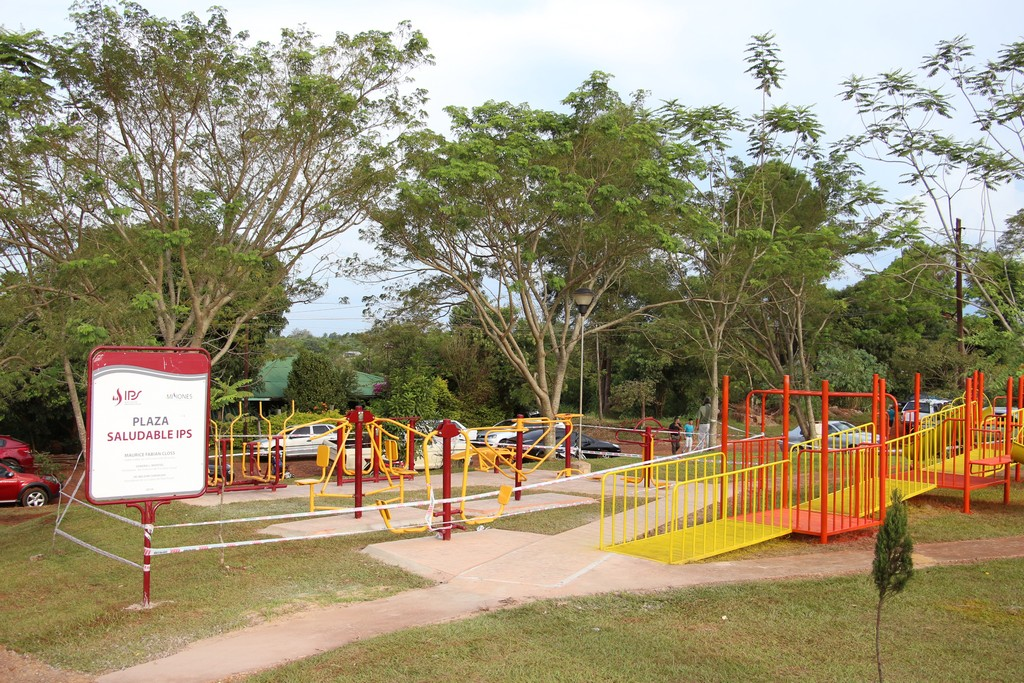
Plaza saludable en la localidad de Alba Posse.

Rodolfo Alba Posse (1880-1937) fue un ingeniero agrónomo argentino, fundador de la ciudad de Alba Posse, en la provincia de Misiones.
Nació el 21 de septiembre del 1880 en la ciudad de Buenos Aires y fue hijo del Doctor Juan Alba Carreras, correntino, profesor universitario, senador por la provincia de Córdoba y cocreador del cuerpo forense de Tribunales de Buenos Aires y de doña Natalia Posse, hija del Dr. Filemón Posse, Ministro de Justicia de la Nación en el Gobierno del Dr. Miguel Juárez Celman.
Realizó sus estudios primarios y secundarios en el Colegio La Salle de la Capital Federal; su gran inclinación hacia las tareas rurales lo llevó a realizar estudios de agronomía durante tres años en la escuela de Bell Ville, perfeccionándose en la Escuela de Agronomía de Santa Catalina, donde se graduó de Agrónomo. 
Recién casado en primeras nupcias con Amalia González Cané, matrimonio en el que tuvo 9 hijos, inicia su vida como profesional administrativo en un establecimiento rural de gran importancia en el Norte de la provincia de Santa Fe en la localidad de Capivara, propiedad de ilustre ciudadano portugués nacionalizado argentino, don Luis A. de Abreu (nombre que lleva actualmente la antigua población de Capivara).
Más tarde al ver crecer su familia y ante la importancia de dar educación secundaria a sus hijos se traslada a la localidad de San Justo, donde se dedica también a actividades relacionadas con el campo, compra venta de estancias y animales, y, sobre todo, asesorando a estancieros de las zonas marginales de la Pampa húmeda sobre las posibilidades de cría de animales de Santa Fe.
Movido por su anhelo de llevar el progreso a zonas alejadas de las grandes urbes, se muda a la provincia de Misiones, en el año 1927, para conocer la propiedad de su padre y otros familiares, arrendados para su explotación forestal al señor Ramón Enríquez, propiedad que no conocía ningún familiar.
Prendado por el bosque Misionero y comprendiendo la potencialidad económica que se podía desarrollar en el Alto Uruguay, realizó los estudios pertinentes, los análisis de tierra y de agua de la zona en el Ministerio de Agricultura de la Nación. Desde ese primer viaje planea lo que le llevó luego a fundar el pueblo y colonia Alba Posse.
En 1934, se radicó definitivamente en Misiones junto a su esposa Amalia González Cané y sus hijos Rodolfo Mario, Lucía Ester, Ricardo, Natalia, Jorge, Juan, Octavio y Rita. Alba Posse compró esas tierras y realizó un loteo para el asentamiento de un pueblo. El 20 de marzo de 1935, el presidente de la Nación Agustín P. Justo, por medio del decreto N.º 57578, aprobó la fundación del pueblo en las tierras que eran propiedad de Rodolfo Alba Posse. Además, en el mismo decreto, se aceptaron las donaciones de terrenos para crear una escuela, una delegación de Prefectura, la comisaría, la autoridad municipal, sala de primeros auxilios y el juzgado de paz.
Según referencias de la familia, fue el último pueblo que se funda con decreto de poder Ejecutivo al estilo español con la cruz y la espada, poniéndole bajo la advocación del Sagrado Corazón de Jesús (actual Santo Patrono de la ciudad); y dando fe de su profunda religiosidad, dona la capilla a su comunidad.
El fundador imbuido de su más puro patriotismo consigue, una vez mensurada las tierras que iban a formar el pueblo, la autorización para familias seleccionadas que formaron el grupo inicial de esta colonización.
Se casó en segundas nupcias con Dolores Catalina Francisca Reto Aráoz, con quien tuvo 3 hijas: Águeda María, María de la Paz, y María Teresa.
Fallece a los 57 años, en la Capital Federal.
Hoy sus restos descansan en la Iglesia Sagrado Corazón de Jesús, templo que fue construido y donado por él mismo, y recientemente declarado en 2021, Patrimonio Histórico y Cultural.